# Jump Up!
Pour les articles homonymes, voir Jump Up.
Albums de Elton John
The Fox
(1981) Too Low for Zero
(1983)
Singles
1. Empty Garden (Hey Hey Johnny)
Sortie : 12 mars 1982
2. Blue Eyes
Sortie : mars 1982
3. Ball and Chain
Sortie : septembre 1982
4. All Quiet on the Western Front
Sortie : novembre 1982

Jump Up! est le seizième album studio d'Elton John, sorti en 1982.

## Développement
L'album contient notamment la chanson Empty Garden (Hey Hey Johnny). Écrite par Bernie Taupin et composée par Elton John, la chanson rend hommage à John Lennon, ami du chanteur, assassiné en 1980.
Sur cet album, Elton John collabore par ailleurs avec le parolier Tim Rice, avec lequel il travaillera ensuite pour les chansons de la bande originale du Roi lion.

## Accueil
En 2015, Matt Springer de Ultimate Classic Rock réalise un classement des albums d'Elton John. Il classe Jump Up! à la 26e place, sur 32 albums. Il précise qu'il s'agit d'un nouvel « album oubliable des années 1980 » dans la carrière du chanteur « à l'exception du classique Empty Garden (Hey Hey Johnny) ».

## Listes des titres

### Face 1
1. Dear John (Elton John, Gary Osborne) – 3:28
2. Spiteful Child (John, Bernie Taupin) – 4:11
3. Ball and Chain (John, Osborne) – 3:27
4. Legal Boys (John, Tim Rice) – 3:08
5. I Am Your Robot (John, Taupin) – 4:42
6. Blue Eyes (John, Osborne) – 3:25

### Face 2
1. Empty Garden (Hey Hey Johnny) (John, Taupin) – 5:05
2. Princess (John, Osborne) – 4:55
3. Where Have All the Good Times Gone (John, Taupin) – 3:58
4. All Quiet on the Western Front (John, Taupin) – 6:00

## Musiciens
- Elton John – chant, piano
- James Newton Howard – synthétiseur, piano électrique, arrangement des cordes et cuivres
- Richie Zito – guitares
- Pete Townshend – guitare (3)
- Dee Murray – basse, chœurs
- Jeff Porcaro – batterie
- Steven Holly – tambourin (3), batterie électronique (5)
- Gary Osborne – chœurs
- Martin Fjord – cuivres et orchestre
- Gavin Wright – direction d'orchestre

## Classements et certifications

### Classements hebdomadaires
| Pays et classement                          | Meilleure position |
| ------------------------------------------- | ------------------ |
| Australie - Kent Music Report               | 3                  |
| Canada - RPM Albums Chart                   | 19                 |
| Pays-Bas - MegaCharts                       | 26                 |
| France - SNEP                               | 12                 |
| Nouvelle-Zélande                            | 1                  |
| Norvège - VG-lista                          | 3                  |
| Suède - Sverigetopplistan                   | 15                 |
| Royaume-Uni - UK Albums Chart               | 13                 |
| États-Unis Billboard 200                    | 17                 |
| Allemagne de l'Ouest - Media Control Charts | 47                 |

### Classements de fin d'année
| Pays et classement (1982)  | Position |
| -------------------------- | -------- |
| Australie                  | 25       |
| Canada                     | 88       |
| France                     | 25       |
| États-Unis - Billboard 200 | 61       |

### Certifications
| Pays                    | Certification | Ventes certifiées |
| ----------------------- | ------------- | ----------------- |
| Nouvelle-Zélande (RMNZ) | Platine       | 15 000            |
| Royaume-Uni (BPI)       | Argent        | 60 000            |
| États-Unis (RIAA)       | Or            | 500 000           |